# Тетрасульфид трисамария
Тетрасульфид трисамария — бинарное неорганическое соединение, 
металла самария и серы
с формулой Sm3S4,
кристаллы.

## Получение
- Сплавление стехиометрических количеств чистых веществ:

{\displaystyle {\mathsf {3Sm+4S\ {\xrightarrow {2030^{o}C}}\ Sm_{3}S_{4}}}}

## Физические свойства
Тетрасульфид трисамария образует кристаллы 
кубической сингонии, пространственная группа I 43d, параметры ячейки a = 0,8556 нм, Z = 4 
структура типа тетрафосфида тритория Th3P4
.
Соединение конгруэнтно плавится при температуре 1800 °C°C 
или 2030 °C .